# Ramal ferroviario General Guido-Juancho-Vivoratá
El Ramal General Guido - Juancho - Vivoratá pertenece al Ferrocarril General Roca, Argentina. Es también conocido como Vía Juancho y Desvío a Pinamar.

## Ubicación
Se halla en la provincia de Buenos Aires dentro de los partidos de General Guido, Maipú,  General Madariaga y Mar Chiquita.
Tiene una extensión de 169 km entre General Guido y Vivoratá. Por ser deficitario se clausuró en 1978. El tramo entre General Guido - Gral.Madariaga y Vivoratá se encontraba abandonado y sin tráfico desde 1978. En 1993 se hace cargo la Provincia de Buenos Aires, (Unidad Ejecutora del Programa Ferroviario Provincial, más conocido como Ferrobaires), con la inclusión del corredor Plaza Constitución - Mar del Plata (incluye tramo a Miramar). En esa instancia se decide la implementación del servicio hasta Pinamar. Así se procedió a la reconstrucción del tramo entre Gral. Madariaga y la costa (el terraplén ya estaba, se colocaron los rieles, durmientes, fijaciones y balasto). Se construyó una estación antes del cruce con la Ruta Provincial 11, que se denominó Divisadero de Pinamar. El tramo comprendido entre Gral. Guido y Gral. Madariaga, al momento de la rehabilitación del servicio se encontraba en malas condiciones, lo que implicaba bajas velocidades de circulación.

## Servicios
Desde el 8 de diciembre de 1996 hasta el 4 de abril de 2011 y entre el 17 de julio y el 23 de agosto de 2015 prestó servicios de pasajeros entre General Guido y Pinamar hacia y desde Plaza Constitución.
Además por la estación Vivoratá corren los servicios de pasajeros entre Plaza Constitución y la ciudad de Mar del Plata. Estos servicios son prestados por la empresa estatal Trenes Argentinos.

## Historia
La sección de General Guido hasta Juancho se libró al servicio el 11 de febrero de 1908 y de Juancho a Vivoratá se inauguró el 15 de octubre de 1912, mientras el desvío a Pinamar fue construido e inaugurado mucho más tarde, en 1949. Fue construido íntegramente por el Ferrocarril del Sud.

## Imágenes

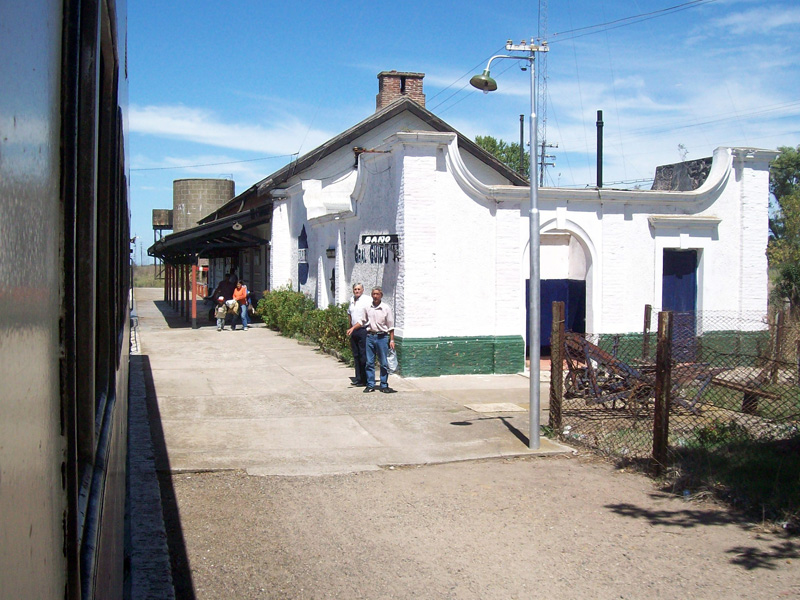
Estación General Guido
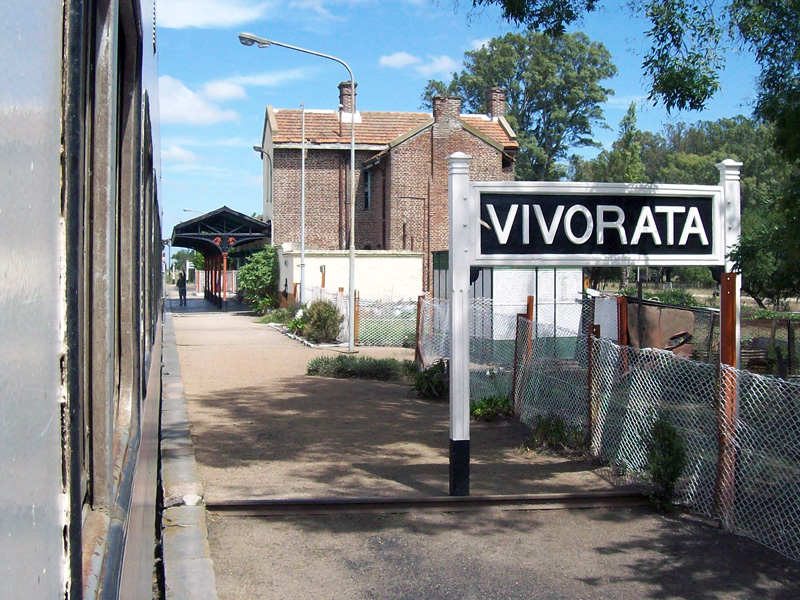
Estación Vivoratá